# S Caeli
S Caeli är en förmörkelsevariabel av W Ursae Majoris-typ (EW)i stjärnbilden Gravstickeln. 
S Caeli varierar mellan visuell magnitud +10,52 och 11,17 med en period av 0,482538 dygn eller 11,5809 timmar.